# Ахтарский лиман
Ахтарский лиман — лиман Азовского моря на территории Приморско-Ахтарского района (Краснодарский край).

## География
Длина 11 км, максимальная ширина 6 км, глубина до 2 м. Лиман открытого типа с широким проливом (ширина 2,5 км). В Ахтарский лиман впадает река Кирпили (его гирла Сладковское и Широкое, канал Крутобережный). Частично ограничен Ачуевской косой от Азовского моря. Комплекс Ачуевской косы представлен плавнями с лиманами и заболоченными участками с камышовой растительностью. Ахтарский лиман последний из группы лиманов реки Кирпили, с которым сообщаются другие лиманы.
На берегу лимана расположен город Приморско-Ахтарск (в его устье) и хутор Садки (в истоках).